# Список міністрів соціального захисту населення України
Список осіб, які керували міністерством соціального забезпечення (захисту) України. У липні 1997 року було об'єднане з Міністерством праці у Міністерство праці та соціальної політики України, яке проіснувало до 2010 року.

## Народні комісари соціального забезпечення УРСР
- Лапчинський Юрій Федорович (1918—1918)
- Глебов-Авілов Микола Павлович (з 9 по 29 травня 1920)
- Ельцин Борис Михайлович (1920—1921)
- Мойрова Варвара Якимівна (1921—1922)
- Корнєєв Ілля Ілліч (1922—1923)
- Ейнштейн Карл Михайлович (1923—1924)
- Познанський Яків Мойсейович (березень 1924 — липень/серпень 1926)
- Покорний Григорій Михайлович (липень/серпень 1926 — 29 травня 1934)
- Слинько Іван Федотович (29 травня 1934 — 1936)
- Кудрін Іван Михайлович (14 березня 1936 — серпень 1937)
- ? (серпень 1937 — червень 1938)
- Легур Євдокія Іванівна (червень 1938 — 15 лютого 1945)
- Муратов Володимир Олексійович (15 лютого 1945 — 25 жовтня 1946)

## Міністри соціального забезпечення УРСР
- Федір Ананченко — міністр соціального забезпечення УРСР (25.10.1946 — 11.12.1956)
- ? (11.12.1956 — ?.05.1957)
- Федоров Олексій Федорович (?.05.1957 — 19.03.1979)
- Лук'яненко Олександра Михайлівна (19.03.1979/26.07.1990[1] — 17.09.1991)
- Єршов Аркадій Віталійович (17.09.1991[2] — 25.11.1992[3])

## Міністри соціального захисту України
- Аркадій Єршов — міністр соціального захисту населення (25.11.1992[3] — 8.08.1996[4])
- Петро Овчаренко (28.08.1996[5] — 29.07.1997[6])